# اینکا گارسیلاسو د لا وگا
اینکا گارسیلاسو د لا وگا (انگلیسی: Inca Garcilaso de la Vega؛ ۱۲ آوریل ۱۵۳۹ – ۲۳ آوریل ۱۶۱۶) نویسنده، مورخ اهل امپراتوری اسپانیا بود. اینکا گارسیلاسو که با نام گومز سوارز د فیگوئروا به دنیا آمد و با نام ال اینکا شناخته می‌شود، وقایع‌نگار و نویسنده‌ای بود که در دوران نایب‌السلطنه پرو متولد شد. او در ۲۱ سالگی با کشتی به اسپانیا رفت و به‌طور غیررسمی در آنجا تحصیل کرد و بقیه عمر خود را در آنجا زندگی و کار کرد. او که فرزند یک فاتح اسپانیایی و یک زن اشراف‌زاده اینکایی بود در سال‌های اولیه فتح این کشور به دنیا آمد، اینکا گارسیلاسودر درجه اول به خاطر وقایع‌نگاری‌هایش از تاریخ، فرهنگ و جامعه اینکا شناخته می‌شود. آثار او در اروپا به‌طور گسترده خوانده شد، تأثیرگذار و مورد استقبال قرار گرفت. این اولین اثر ادبی نویسنده‌ای متولد قاره آمریکا بود که وارد آثار معتبر غربی شد.

## زندگی اولیه
اینکا گارسیلاسو  در سال ۱۵۳۹ در کوسکو، پرو، با نام گومز سوارز د فیگوئروا متولد شد. او فرزند طبیعی یک فاتح و ارباب اسپانیایی و یک مادر سلطنتی اینکا بود. او در سال‌های اولیه فتح اسپانیا به دنیا آمد. پدرش سباستین گارسیلاسو د لا وگا ای وارگاس (متوفی ۱۵۵۹) کاپیتان و یک فاتح اسپانیایی بود. مادرش یک زن نخبه اینکا به نام پالا چیمپو اوکلو بود که پس از سقوط کوسکو با نام ایزابل سوارز چیمپو اوکلو غسل تعمید داده شد. 

## سفر به اسپانیا

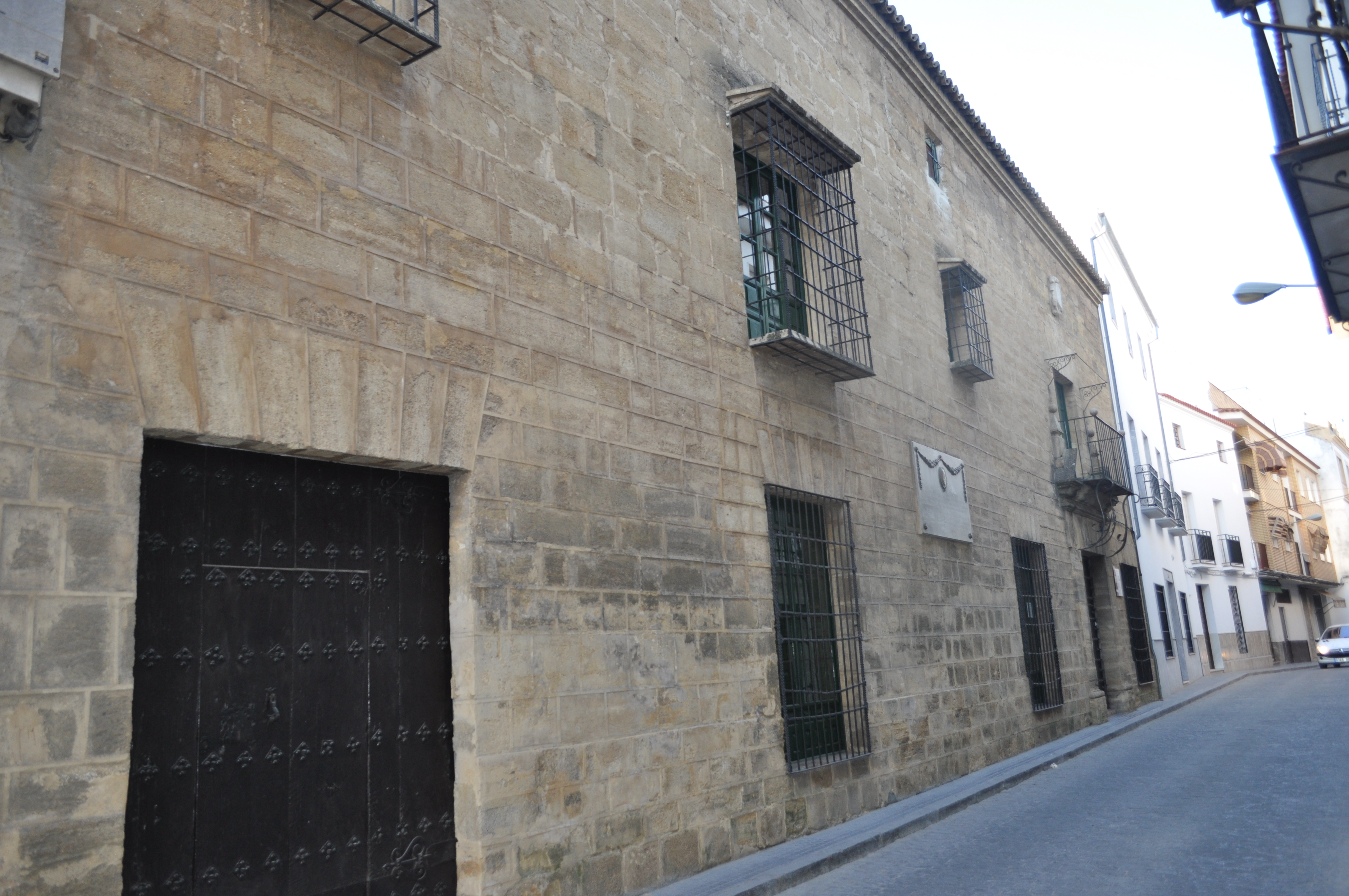
خانه گارسیلاسو در مونتیا، در طول اقامتش در اسپانیا

سوارز د فیگوئروا در سال ۱۵۶۱ به اسپانیا رسید، او احتمالاً در سویل تحت آموزش پدرو سانچز د هررا زبان لاتین را آموخت. اسپانیایی‌ها تا سال ۱۵۷۲ به پیروزی نهایی خود دست نیافتند. او به مونتیا سفر کرد و در آنجا نزد عمویش، آلونسو د وارگاس، اقامت کرد و تحت مراقبت او قرار کرفت و از او برای رسیدن به اهدافش کمک گرفت.
```

امضای اینکا گارسیلاسو د لا وگا

       = امضای اینکا گارسیلاسو د لا وگا]]
```